# Cómprame un Revólver
Cómprame un Revólver es una película de drama y suspenso mexicana de 2018 dirigida por Julio Hernández Cordón. Fue seleccionada para proyectarse en la sección Quincena de Realizadores del Festival de Cine de Cannes 2018.Fue producida por Woo Films y Burning.

## Sinopsis
En un México atemporal, una niña se viste como niño y usa un apodo para ocultar su género, incluso usa una máscara de Hulk. Ella debe ayudar a su atormentado padre a cuidar un campo de béisbol -abandonado- en el que por las noches juegan los narcotraficantes.
Es una película sobre un México distópico -y a la vez real-,en el que un grupo de niños es víctima de la violencia del narcotráfico y un mundo donde lo femenino no tiene cabida. 
En esta trama, la niña y sus amigos buscarán la forma de vencer al jefe de un grupo delictivo y con ello conseguir un sueño (utopía): una infancia en la que pueden vivir en libertad, lejos del miedo y de la violencia.